# Onychomys leucogaster
El ratón alacranero del norte (Onychomys leucogaster) es una especie de roedor de la familia Cricetidae. Como el resto de especies del género Onychomys, destaca por ser un roedor depredador.

## Distribución geográfica
Se encuentra en Norteamérica: noreste de México, Canadá y en los Estados Unidos.